# Autostrada A3 (Słowenia)
Autostrada A3 (sło. Avtocesta A3, Krak Sežana) – autostrada w Słowenii w ciągu trasy europejskiej E70. Umożliwia dojazd z Lublany do Triestu, a także na włoski odcinek wybrzeża Adriatyku. 
Budowę drogi rozpoczęto w 1994 roku. Została zakończona w lecie 1997 roku.